# Нарсе
Нарсе (на персийски: نرسه), или Нарсех, е владетел от Сасанидската династия на Персия. Управлява между 293 и 302 г.

## Управление
Последният останал жив от синовете на Шапур I, Нарсех, придобива властта с подкрепата на мнозинството от персийските благородници, след преврата и свалянето на неговия племенник Бахрам III. Преди да се възкачи на трона, Нарсех е бил управител на Сакастан и Синд, а по-късно от 273 г. царува в Армения.
Въпреки че възкачването му е подкрепено от зороастрийското жречество, Нарсех ограничава техните прекалени привилегии и влияние в държавата. Подкрепя зороастризма, но спира гоненията на манихеите и християните и установява относителна религиозна търпимост.
През 296 г. Нарсех атакува Арменското царство за да възстанови персийския контрол там. Постига първоначални победи срещу Тиридат III и римския цезар Галерий, но по-късно е разгромен и Персия губи значителни територии в полза на Римската империя и Армения. В ръцете на римляните попадат персийската хазна и роднините на царя. Сасанидите губят контрола над Кавказ. Малко след като сключва унизителен мир с римляните в 301 г., Нарсех е наследен от сина си Хормазд II.